# スイス国鉄Ae3/5形電気機関車
Ae 3/5は、1920年代から1980年代にかけて運用されたスイス連邦鉄道（スイス国鉄、SBB）の電気機関車である。機関車は車長がとても短く曲線通過において適していた。一部は1960年代に自動車列車をゴッダルド線シンプロントンネルで牽引した。

## 歴史
1920年代初頭、スイス国鉄は平坦線区の急行列車に3動軸で2000hpで最大時速90kmという要求に沿った機関車の提案をスイス内3社に出させた。ブラウン・ボベリはAe 3/6I、エリコンはAe 3/6II形、セシュロンはAe 3/5形を提案した。
Ae 3/5形が1922年から1925年にかけて生産された。

## 主要機器
ゴッタルト線で既に運用されていたBe 4/7形を基にした。機械部分はSLM、電装品はセシュロンが担当した。 

### 機械部品
3軸はそれぞれが車体に装架された2台の高速回転する交流電動機によって駆動された。動力伝達方式はクイル式が採用された。最高速度は90km/hだった。
片側はボギー台車が使用された。最初は茶色で後にスイス国鉄標準の緑色になった。

### 電装品
菱形パンタグラフを2基搭載した。変圧器は車体の中央に設置された。軽量の機関車に仕上がったが不都合も生じた。

## 保存機
10217号機が動態保存されており、スイス国鉄歴史財団の指定する鉄道記念物に指定されている。